# Jean-Loïc Galle
Jean-Loïc Galle (né le 26 septembre 1959 à Fougères) est Directeur général Opérations et Performance du groupe Thales.

## Formation
Ingénieur diplômé de l'École centrale Paris (promotion 1982), il a obtenu son MBA de l'INSEAD en 1991 , puis suivi une formation au Centre des Hautes Études de l'Armement (CHEAr).

## Carrière
- 2003 - 2007: CEO de ThalesRaytheonSystems
- 2012 - 2020: PDG de Thales Alenia Space
- Février 2020, il est promu Directeur général Opérations et Performance du groupe Thales[3].

## Distinctions
- Chevalier de la Légion d'Honneur (2013)[4].